# Павловка (Богодуховский район)
Павловка (укр. Павлівка) — село,
Павловский сельский совет,
Богодуховский район,
Харьковская область, Украина.
Код КОАТУУ — 6320886001. Население по переписи 2001 г. составляет 1173 (539/634 м/ж) человека.
Является административным центром Павловского сельского совета, в который, кроме того, входят сёла
Кручик и
Миролюбовка.

## Географическое положение
Село Павловка находится на обоих берегах (в основном на правом) реки Мерла.
На востоке примыкает к г. Богодухову и селу Семенов Яр.
На западе к селу Кручик.
Село окружено лесом (дуб, сосна).
В селе есть железнодорожная станция Пост 168 км.
Рядом проходит автомобильная дорога Р-46.

## История
- 1670 — дата основания.

## Экономика
- В селе есть молочно-товарная ферма.
- ООО «Богодуховский нефтеперерабатывающий завод»

## Объекты социальной сферы
- Школа І-ІІ ст.
- Павловская амбулатория семейной медицины.

## Известные люди
- Богуславский, Константин Евгеньевич (1895—1943) — украинский советский композитор, хормейстер, певец.
- Леонид Вышеславский — известный советский поэт провел свои детские годы в Павловке. В лирической книге «Сковородиновский круг» он рассказал о селе, о своем школьном учителе, о народном предании, согласно которому, Григорий Сковорода когда-то побывал в Павловке.
- Шелковый Сергей Епифанович (1912—1997) — Герой Советского Союза, родился 21 октября 1912 года в селе Павловка.
- Потемкина Антонина Никитовна — мать шести детей, почетное звание Мать-героиня.
- Омелечко Людмила Леонидовна — мать девяти детей, почетное звание Мать-героиня.

## Религия
- Храм Святого Георгия Победоносца.